# Веронский, Герман Иосифович
Герман Иосифович Веронский (4 октября 1929, Новосибирск — 2 мая 2010, Новосибирск) — советский и российский врач, хирург, доктор медицинских наук (1976), профессор (1978), Заслуженный врач Российской Федерации (1999), член Нью-Йоркской академии наук.

## Биография
Родился в семье преподавателей. В 1953 году окончил НГМИ, после чего работал ординатором в хирургическом отделении городской больницы Прокопьевска.
С 1958 года — ординатор онкологического отделения Новосибирской областной клинической больницы, с 1961 года работал заведующим в хирургическом отделении этой больницы, также в этот период был ассистентом кафедры госпитальной хирургии НГМИ.
В 1968 году Г. И. Веронский был избран доцентом кафедры госпитальной хирургии.
До 2001 года руководил Новосибирским обществом хирургов.
Был членом редакционного совета журнала «Анналы хирургической гепатологии».
Умер 2 мая 2010 года, похоронен в Новосибирском крематории.

## Научная деятельность
Научный интерес для Германа Иосифовича Веронского представляли проблемы гепатологии и клинической лимфологии, хирургии поджелудочной железы, печени, желчных путей и т. д.

### Научные изобретения и работы
Г. И. Веронский сделал 5 изобретений, опубликовал 230 научных работ и 3 монографии, под руководством учёного созданы 14 кандидатских и 3 докторских диссертации.

## Награды
В 1999 году Г. И. Веронскому было присвоено звание Заслуженного врача Российской Федерации.